# 交響曲第2番 (ハチャトゥリアン)
アラム・ハチャトゥリアンの交響曲第2番ホ短調「鐘」(Симфония № 2 «Симфония с колоколом»、Symphony No.2 )は、ソビエト連邦の作曲家、ハチャトゥリアンが1943年に作曲した交響曲である。その後何度か改訂されている。「鐘」という愛称はソ連の音楽学者ゲオルギー・フーボフ（Георгий Хубов）が付けたものである。

## 作曲の経緯
1942年夏、戦争のためウラル地方へ疎開中に構想が沸き、同年8月の手紙で年内には交響曲を仕上げたいと述べている。秋までに大体の構想は出来上がり、10月の手紙では第1楽章がまもなく完成するので、ラジオ局に送りたい旨語っている。しかし、同年12月のバレエ「ガイーヌ」初演準備に追われたこと、翌年1月にモスクワに帰還し、それに伴いソビエト連邦作曲家同盟組織委員会の仕事に忙殺されるようになったことなどが原因で、交響曲に取り組むのは1943年夏まで待たなければならなかった。既に構想はまとまっていたため、作業は迅速に進み、9月7日にピアノ･スコアが完成、11月末にスコアが完成されている。
初演後、中間楽章の順序が入れ替えられるとともに、数箇所の短縮、最終楽章の金管楽器補強を内容とする改訂が行われた。1946年にスターリン賞第1席を受賞している。

## 初演
1943年12月30日、モスクワ音楽院大ホールにてボリス・ハイキン指揮ソヴィエト国立交響楽団により初演。改訂版の初演は1944年3月6日、アレクサンドル・ガウク指揮ソヴィエト国立交響楽団によりモスクワで行われた。レニングラード初演はガウクにより1945年4月14日、アメリカではニューヨークでレナード・バーンスタイン指揮ニューヨーク・フィルハーモニックにより1945年4月13日に初演されている。

## 楽器構成
フルート3（ピッコロ持ち換え）、オーボエ2、コーラングレ1、小クラリネット1、クラリネット2、バスクラリネット1、ファゴット2、ホルン4、トランペット3、トロンボーン3、チューバ1、ティンパニ、スネアドラム、ウッドブロック、シンバル、チューブラーベル、グロッケンシュピール、シロフォン、ハープ2、ピアノ、弦五部

## 演奏時間
約50分

## 曲の構成
- 4楽章形式
  - 1: Andante Maestoso
  - 2: Allegro risoluto
  - 3: Andante sostenuto
  - 4: Andante mosso - Allegro sostenuto, maestoso

第二次世界大戦を背景として書かれた曲。同時期の作品、ショスタコーヴィチの交響曲第7番・交響曲第8番や、プロコフィエフの交響曲第5番などとともに、戦争交響曲と位置付けられている。

## その他
ハチャトゥリアン自身の指揮ウィーンフィルハーモニー管弦楽団による演奏が、1962年3月にデッカによりセッション録音されている。また、ソヴィエト国立交響楽団を指揮した1977年2月15日のライヴ録音がメロディアから発売されている。